# Janina Trojanowska-Zborowska

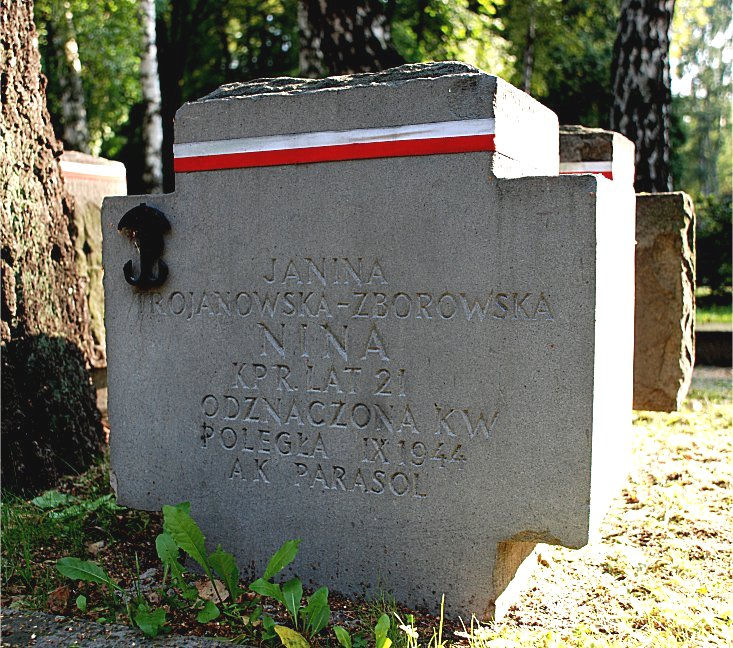
Grób na Powązkach Wojskowych

Janina Trojanowska-Zborowska ps. Jasia, Nina (ur. 4 października 1923 w Siedlcach, zm. 23 września 1944 w Warszawie) – żołnierz Armii Krajowej w stopniu kaprala podchorążego, łączniczka w dowództwie batalionu „Parasol”, uczestniczka powstania warszawskiego.

## Życiorys
Córka Mieczysława i Jadwigi z domu Lipko. Związana była z żoliborską organizacją PET i Szarymi Szeregami, skąd została przekazana 1 sierpnia 1943 r. do oddziału „Agat” (późniejszego „Parasola”).
W oddziale pełniła funkcję łączniczki zastępcy dowódcy batalionu „Parasol” Jerzego Zborowskiego ps. „Jeremi”. Odpowiadała za łączność z Kedywem KG AK oraz m.in. była zaangażowana w bieżącą organizację zajęć (ich terminu i miejsca) dla podchorążych „Agrikoli” należących do oddziału Agatu („Parasola”). Była jednocześnie uczestnikiem kursów tej szkoły. Ukończyła ją w maju 1944 r. z wynikiem dobrym. W czerwcu 1944 r. została za całokształt pracy na rzecz oddziału odznaczona przez dowódcę Parasola kpt. Adama Borysa (ps. „Pług”) Srebrnym Krzyżem Zasługi z Mieczami.
Podczas powstania warszawskiego, dnia 8 sierpnia została ranna podczas walk w obronie cmentarzy wolskich. 17 sierpnia na Starym Mieście Janina i Jerzy Zborowski udzielili sobie sakramentu małżeństwa w Kościele Garnizonowym przy ul. Długiej. Po upadku Starego Miasta, we wrześniu wraz z mężem i całym oddziałem dotarła przez Śródmieście na Czerniaków i włączyła się w obronę tej dzielnicy.
W nocy z 22 na 23 września wraz z mężem Jerzym oraz dwojgiem innych żołnierzy Parasola została wzięta do niewoli w kamienicy na ul. Wilanowskiej 1. Udając cywili zostali wraz z większą grupą skierowani na al. na Skarpie, a następnie w al. Szucha. Jej dalsze losy nie są dokładnie znane, dlatego została oficjalnie uznana za zaginioną. Według relacji towarzyszy broni została zamordowana najprawdopodobniej 23 września 1944 r. w siedzibie Gestapo w al. Szucha (lub w okolicach pl. Narutowicza).